# James Pazhayattil
James Pazhayattil (ur. 26 lipca 1934 w Puthenchira, zm. 10 lipca 2016) – indyjski duchowny katolicki obrządku syromalankarskiego, biskup Irinjalakuda 1978-2010.

## Życiorys
Święcenia kapłańskie otrzymał 3 października 1961.
22 czerwca 1978 papież Paweł VI mianował go biskupem diecezjalnym Irinjalakuda. 10 września tego samego roku z rąk kardynała Josepha Parecattilego przyjął sakrę biskupią. 15 stycznia 2010 ze względu na wiek na ręce papieża Benedykta XVI złożył rezygnację z zajmowanej funkcji.
Zmarł 10 lipca 2016.